# Grewia rhomboides
Grewia rhomboides är en malvaväxtart som beskrevs av Boj.. Grewia rhomboides ingår i släktet Grewia och familjen malvaväxter. Inga underarter finns listade i Catalogue of Life.